# Your World with Neil Cavuto
Your World with Neil Cavuto é um programa de televisão estadunidense atualmente apresentado por Neil Cavuto. É transmitido pelo canal Fox News desde 7 de outubro de 1996.